# Раби аль-авваль
Раби́ аль-авваль (араб. ربيع الأوّل‎) или Раби I — третий месяц мусульманского календаря. В «Энциклопедическом словаре Брокгауза и Ефрона» описывается как Реби-уль-еввель.
На этот месяц приходит праздник Мавлид, обозначающий день рождения пророка Мухаммеда. Несмотря на то, что дата рождения пророка доподлинно не известна, многие мусульмане склонны считать, что он приходится на 12 число месяца Раби аль-авваль. 

## Этимология
Слово "раби" в переводе с арабского означает "весна", а "аль-авваль" - "первый", поэтому название месяца переводится как "первая весна". По-видимому, это название связано с праздничными событиями, происходящими в этом месяце, поскольку весна знаменует собой окончание зимы (символ печали) и, соответственно, начало счастья. Поскольку мусульманский календарь основан на лунных циклах,  Раби аль-авваль может приходиться как на весну, так и на любое другое время года. 

### 14 день
- 179 г.х. — умер эпоним маликитского мазхаба, Малик ибн Анас[3]